# Computer Force
Die Computer Force sind die Protagonisten der gleichnamigen von 1990 bis 1991 produzierten Hörspielreihe.

## Inhalt
Die an Kinder und Jugendliche gerichtete, deutschsprachige Hörspielreihe thematisierte in sechs Folgen den Kampf zwischen Blackhats und Whitehats und den Einfluss und die Gefahren der Computertechnologie auf das Alltagsleben Anfang der 90er Jahre.
Die Computerviren "The Glitches" und die Antivirenprogramme "Computer Force" werden personifiziert dargestellt. Die Beschreibung der Vorgänge im Computer erinnern an den Film Tron. Mr. Masterbit greift mit seinen Viren: Megahert, Async, Null, Minus, und Index über die hier immerzu "Postnetz" genannte Schnittstelle beispielsweise die Flugsicherung eines Flughafens an oder versucht mit ihnen Banken auszurauben, was Rom, Debug, Decodar, Grit und Micron unter der Führung des Jugendlichen Danny verhindern.

## Produktion
Das Hörspiel entstand 1990–1991 bei Polyband in München. Regie führte Andreas Cämmerer. Sprecher der Hauptfigur Danny war Manou Lubowski. Weitere Figuren wurden von Crock Krumbiegel, Karl Knaup, Kai Taschner, Andreas Borcherding und Christoph Jablonka gesprochen.

## Folgen
1. Computer Force – Angriff der Glitches
2. Computer Force – Jagd durch das Postnetz
3. Computer Force – Flugalarm – höchste Gefahrenstufe!
4. Computer Force – Computerviren im Bankensystem
5. Computer Force – Shuttle Globus außer Kontrolle
6. Computer Force – Unternehmen Antarktis[4]

In der ursprünglichen Version auf Musik-Kassette waren die Folgen 4 und 5 in der falschen Reihenfolge. Am Anfang von "Shuttle Globus" wird der "Angriff auf den Bankcomputer" erwähnt, der aber in der Reihenfolge noch gar nicht stattgefunden hatte.